# Pintor d'Hemó

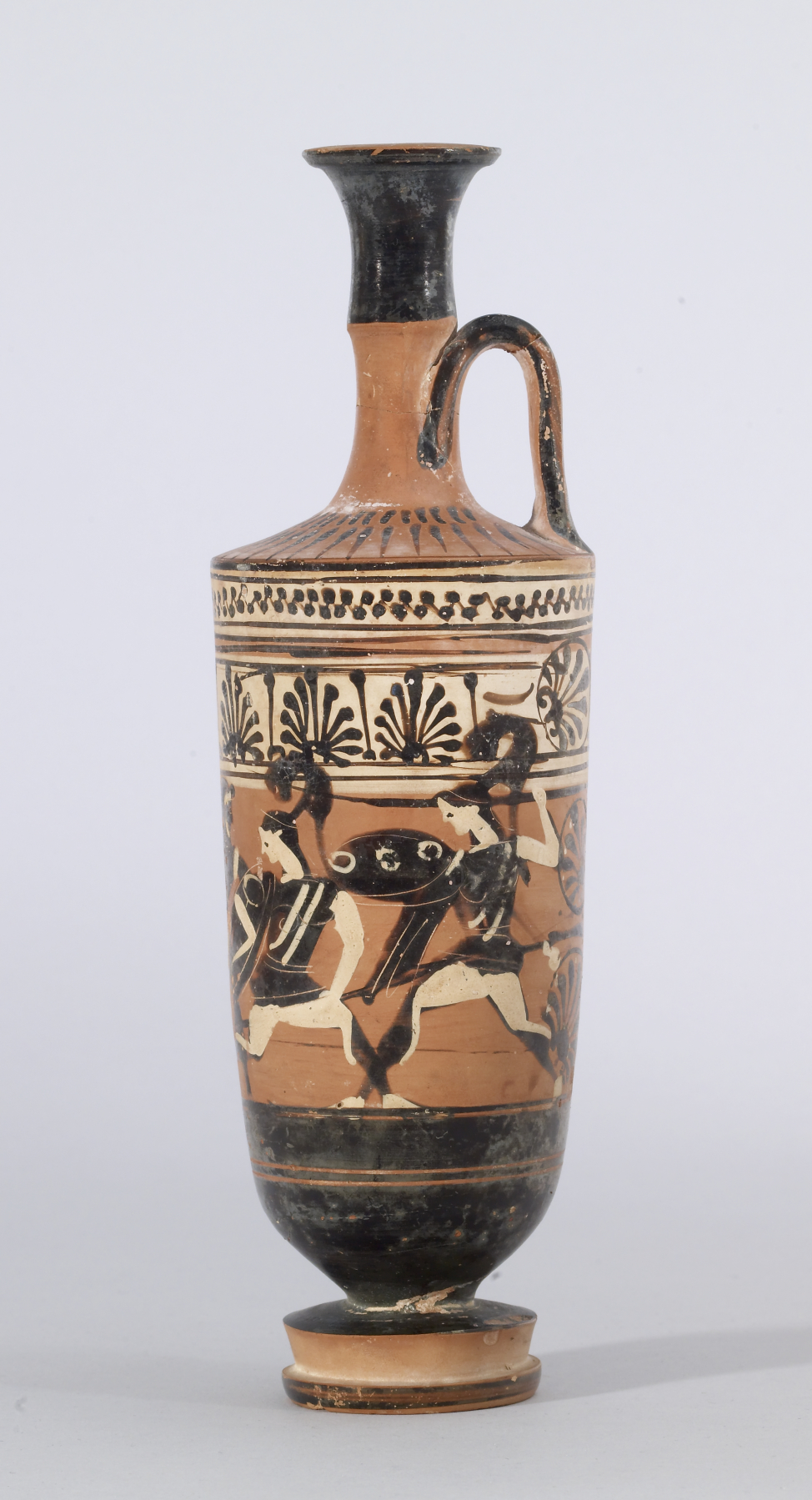
Tres amazones i Hèracles, al Museu Walters

Com a Pintor d'Hemó es coneix qui dissenyà en el segle v abans de la nostra era un conjunt d'obres de ceràmica de figures negres l'autoria de les quals va relacionar l'arqueòleg britànic John Beazley i l'arqueòloga neerlandesa C. H. Emilie Haspels. Se'n desconeix el nom; es creu, però, que es va especialitzar en lècits i es va relacionar amb ceramistes atenesos.
Era contemporani del Pintor de Safo i del Pintor de Diosfos. Decorava lècits de petita grandària, estrets, a la part baixa dels quals figurava la doble línia blanca que destaca sobre la negra, detall sense dubte iniciat pel Pintor de Diosfos.